# Trichosirius octocarinatus
Trichosirius octocarinatus är en snäckart som beskrevs av Powell 1931. Trichosirius octocarinatus ingår i släktet Trichosirius och familjen toppmössor. Inga underarter finns listade i Catalogue of Life.